# Aechmea zebrina
Aechmea zebrina är en gräsväxtart som beskrevs av Lyman Bradford Smith. Aechmea zebrina ingår i släktet Aechmea och familjen Bromeliaceae. Inga underarter finns listade i Catalogue of Life.